# Toulon-sur-Arroux
Toulon-sur-Arroux ist eine französische Gemeinde mit 1.447 Einwohnern (Stand: 1. Januar 2022) im Département Saône-et-Loire in der Region Bourgogne-Franche-Comté. Bürgermeister ist seit 2008 Bernard Guillot. 
Die Gemeinde wird vom Arroux durchflossen, einem 132 Kilometer langen rechten Nebenfluss der Loire. Hier mündet auch der Pontins in den Arroux.

## Bevölkerung
| Jahr      | 1962  | 1968  | 1975  | 1982  | 1990  | 1999  | 2007  |
| --------- | ----- | ----- | ----- | ----- | ----- | ----- | ----- |
| Einwohner | 1 925 | 1 953 | 2 057 | 2 028 | 1 867 | 1 630 | 1 601 |

## Sehenswürdigkeiten
- romanische Kirche Saint-Jean-Baptiste (um 1100) (Johannes der Täufer)
- Pfarrkirche Saint-Jean-Baptiste

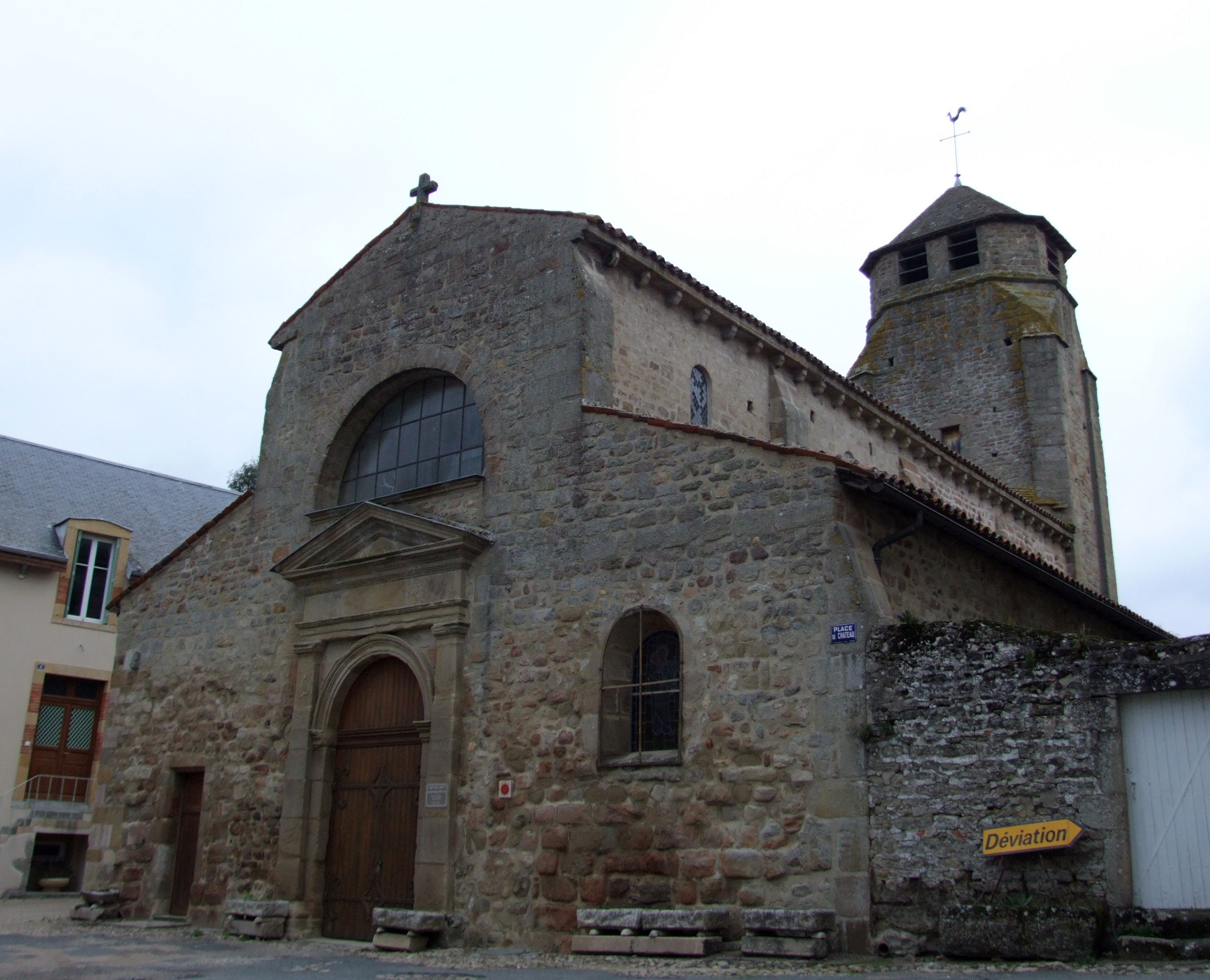
Romanische Kirche Saint-Jean Baptiste
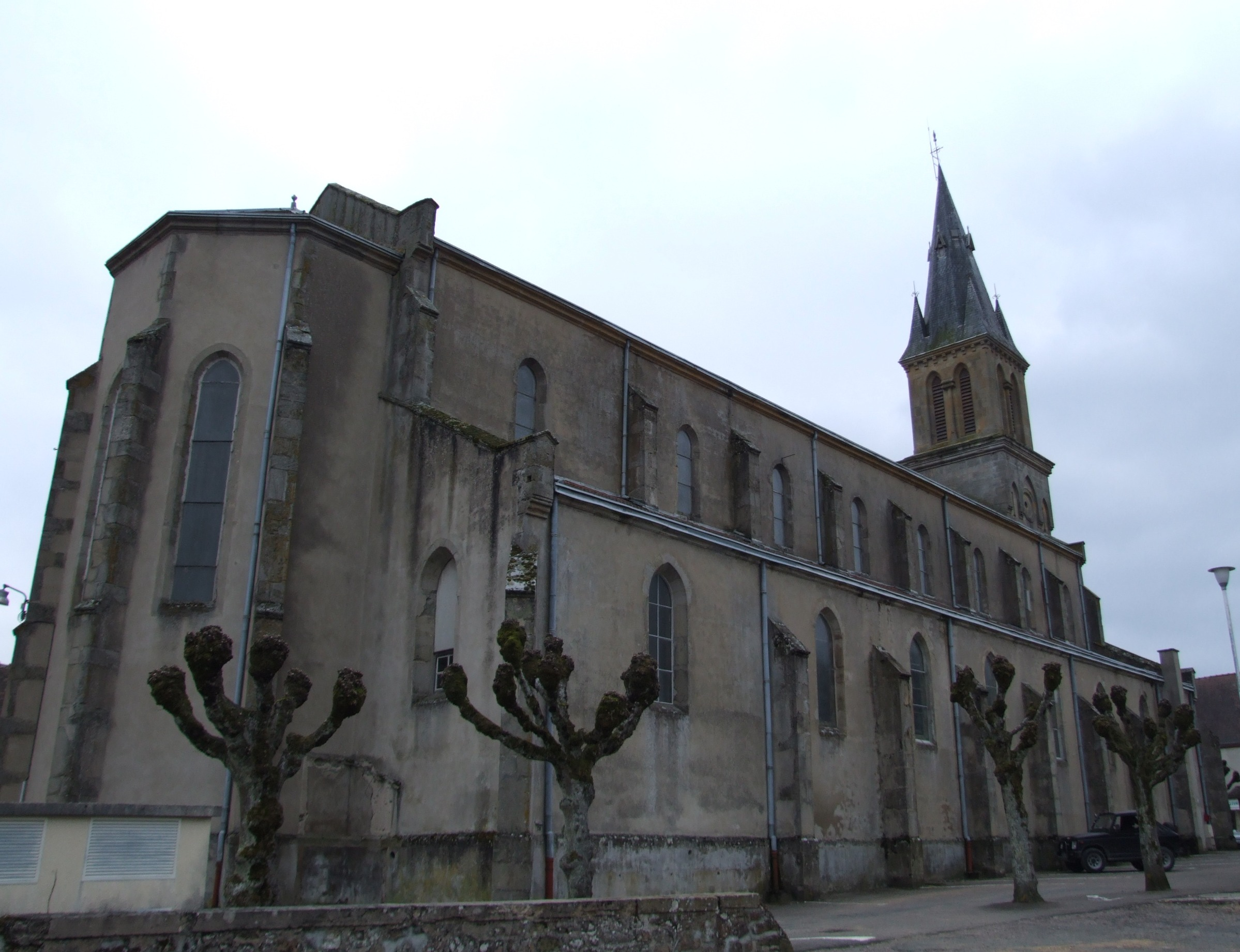
Pfarrkirche Saint-Jean-Baptiste